# Бердянський краєзнавчий музей
Бердянський краєзнавчий музей — краєзнавчий музей у місті Бердянськ, розташований за адресою проспект Перемоги, 14. 

## Історія
Музей заснований у 1929 році в будинку колишньої міської управи.
У роки радянсько-німецької війни будинок було зруйновано, частина експонатів загинула, а частина була евакуйована. 1944 року музей відновлює свою роботу у виділеному будинку, розташованому в парку ім. П. П. Шмідта. 1958 року музей переведено в новий будинок за адресою пр. Перемоги, 14, де він знаходиться до цього часу.
У 1977—1978 роках в музеї було проведено капітальний ремонт з реконструкцією, повною реекспозицією, в процесі якого було добудовано один експозиційний зал, кабінет наукових співробітників і каса. Краєзнавчий музей займає перший поверх триповерхового житлового будинку по пр. Перемоги, 14. 1983 року для збереження фондів було виділено приміщення по пр. Труда, 47, яке було розширене.

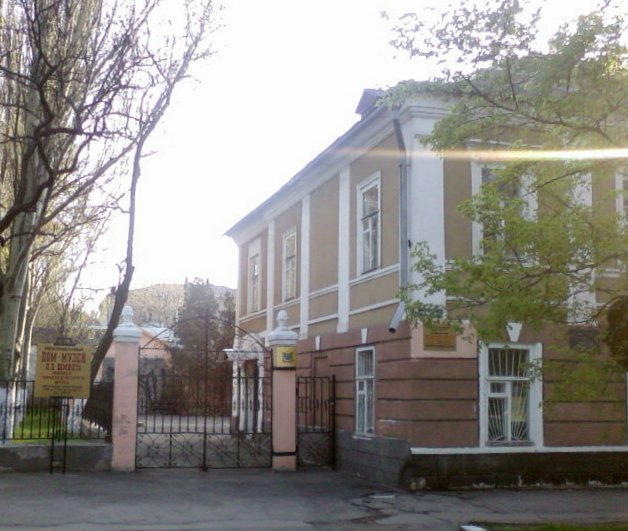
Музей Шмідта

1980 року відкрито філію краєзнавчого музею — меморіальний будинок-музей П. П. Шмідта (вул. Шмідта, 8), 1985 року — музей «Подвиг», де розгорнуто експозиції, присвячені радянсько-німецькій війни 1941—1945 років. Рішенням виконкому № 477 від 21 серпня 2003 року створена нова філія — «Музей історії Бердянська» площею 557 м² за адресою вул. Дюміна, 15 (відкрита 17 вересня 2005 року).

## Експозиції
У краєзнавчому музеї та меморіальному будинку-музеї П. П. Шмідта діють експозиції просто неба. 
На обліку і зберіганні знаходяться 44 573 одиниць музейних предметів основного фонду, 24 307 одиниць науково-допоміжного фонду.

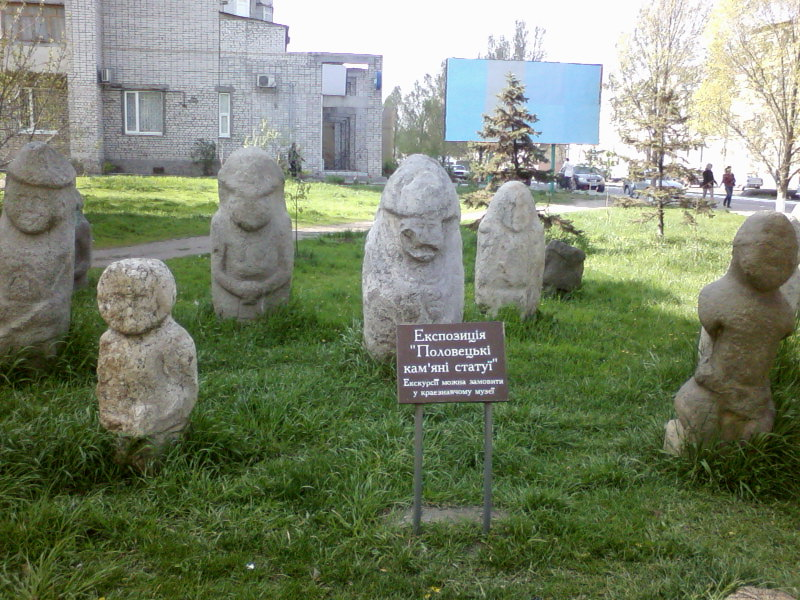
Половецькі баби

Колекція нараховує 11 груп зберігання — від археології до періоду сучасності. Музей має велику колекцію Половецьких кам'яних баб та деякі експонати скіфського періоду IV століття до н. е..
Експозиція краєзнавчого музею складається з відділів: дорадянського, радянського, сучасності, природи краю та виставкового залу. У виставковому залі діють постійні виставки, присвячені українським поетам, письменникам, етнографам —  Трохиму Зіньківському та Василю Кравченко.
Велика робота проводиться по відродженню українських національних традицій — створена експозиція «Інтер'єр української селянської хати XIX ст.», в якій проходять музейні спектаклі за народним та релігійним календарем.
Щороку наукові співробітники розробляють нові оглядово-тематичні екскурсії та лекції, уроки-екскурсії. Розроблена та проводиться пішохідна екскурсія по місту.
Багатонаціональність міста відображена в тематичних експозиціях: «Греки у Бердянську», «Болгари в Таврії», «Історія та сучасність» та ін. Екскурсії проводяться на трьох мовах: українській, російській та болгарській.
Інноваційність музею проявляється у різних формах роботи — це музейні спектаклі, пересувні виставки у супроводі екскурсій, історико-музичні програми, телевізійні екскурсії з історії міста.